# Fort de Peccais
Le fort de Peccais est une construction militaire du XVIe siècle édifiée à proximité des salins d'Aigues-Mortes (Gard), aujourd’hui en ruines.
Il a été inscrit monument historique par arrêté du 13 décembre 1978.

## Histoire
1248 : Saint-Louis achète une partie des terres de Peccais à l'abbé de Psalmody et fait construire la ville d'Aigues-Mortes.
1290 : le petit-fils de Saint-Louis, Philippe IV dit le Bel achète le territoire de Peccais. Il donne les salins en fermage et demande en échange le septième de la récolte.
1568 : construction du fort pour protéger des pilleurs et contrebandiers les salins et les canaux sur lesquels on transportait la si précieuse denrée (pour le roi qui avait le monopole de la distribution ce qui lui assurait une importante source de revenus par l'impôt de la gabelle). Il a également servi à lutter contre les pirates, venus par la mer pour piller la Camargue.
Jusqu'en 1716, des annexes, chapelle, citernes, glacières et magasins, une boulangerie, viennent l'enrichir. Disposés en U, trois corps de bâtiments de deux étages composaient le casernement, dont le logement du gouverneur, celui du lieutenant du roi et celui du major, autour d'une cour centrale.
1791 : abolition de la gabelle, le fort perd de l'importance, il n'est plus gardé que par une compagnie d'invalides et son état tombe en décrépitude.
1820 : le fort est déclassé.
1856 : une société anonyme, la société Renouard et Cie, est créée.
1868 : elle devient la compagnie des Salins du midi. Ce sont des propriétaires exploitant le sel des marais de l'Abbé et de Saint-Jean et un négociant montpelliérain qui s'associent et en assurent le contrôle ainsi que ceux de tous les salins de la côte française de Méditerranée (de Canet en Roussillon à Hyères).
1914-1918 : pendant la guerre, le fort sert de prison.
1942-1944 : les troupes allemandes d'occupation, craignant un débarquement allié, y installent des blockhaus en béton, ce qui en démontre l'emplacement stratégique.
1978 : les vestiges et le fossé ont été classés à l'inventaire général des monuments historiques.
Décembre 2012 : cession par la Cie des Salins du Midi au Conservatoire du littoral.
Delphine Christophe, conservateur national des monuments historiques prévoit de se rendre sur place en début d'année 2014 et y envisage des travaux.  